# Zjigoeljovsk
Zjigoeljovsk (Russisch: Жигулёвск) is een stad in de Russische oblast Samara. De stad ligt in de Boog van Samara aan de Wolga in het noordelijke deel van het nationaal park Boog van Samara (waarvan Zjigoeljovsk het bestuurlijk centrum vormt) in de vallei van de Zjigoeli. De stad ligt op 96 kilometer ten westen van Samara (via de M-5) en heeft ongeveer 55.000 inwoners (inclusief Jablonevy Ovrag, dat ongeveer 6.500 inwoners telt).

## Stedelijk district
Op 1 januari 2006 werd het stedelijk district Zjigoeljovsk ingesteld. Hiertoe behoren naast Zjigoeljovsk ook de plaatsen Bachilova Poljana, Zolnoje, Bogatyr en Sjirjajevo. De plaatsen spreiden zich uit over een 25-kilometer lange nauwe gordel langs de Wolga en omvatten de -volgens de bevolking- mooiste delen van de Boog van Samara. De plaats Jablonevy Ovrag is sinds 2004 onderdeel geworden van de stad. Aan de andere zijde van de Wolga ligt de veel grotere stad Toljatti, waarmee de stad is verbonden door een stuwdam.

## Klimaat
Zjigoeljovsk ligt in een gebied met een landklimaat met een snelle overgang van koude winters naar hete zomers. De gemiddelde jaarlijkse temperatuur bedraagt +3,6 °C, met een gemiddelde januaritemperatuur van -13 °C en een gemiddelde julitemperatuur van +20,3 °C. Jaarlijks valt er gemiddeld 440 mm neerslag.

## Geschiedenis
Voor de komst van de Russen hebben andere volken gewoond op het grondgebied van de huidige stad. Uit verschillende archeologische opgravingen (bij het voormalige dorp Morkvasji, het terrein van het bedrijf Energotechmasj en de Popovberg bij het dorp Sjirjajevo) is gebleken dat er zich tussen de 10e en 13e eeuw Bolgaarse nederzettingen bevonden.
De naam van de stad is afkomstig van de Zjigoeli. De stad is ontstaan uit twee voormalige dorpen: Otvazjnoje (ontstaan in 1840 door toedoen van graaf Vladimir Orlov-Davydov) en Morkvasji (ontstaan in 1647 en historische eigendom van de Samaarse landeigenaar Vasili Poretski).
In 1942 werd er aardolie (uit het Devoon) gevonden in de Zjigoeli bij Jablonevy Ovrag op verschillende plekken. Begin jaren 40 van de 20e eeuw werd op de plaats van de huidige stad de plaats Otvazjny gesticht voor de ontwikkeling van de aardolievoorraden in de Zjigoeli, die in 1946 de status van arbeidersnederzetting kreeg. In 1949 werden Otvazjny, Otvazjnoje en Morkvasji bestuurlijk samengevoegd en hernoemd naar Zjigoeljovsk. Drie jaar later, op 22 februari 1952, kreeg Zjigoeljovsk per decreet van het presidium van de Opperste Sovjet van de RSFSR de status van stad.
Begin jaren 50 werd begonnen met de bouw van de waterkrachtcentrale Zjigoeli (de bouw hiervan was reeds begin jaren 40 begonnen, maar werd stilgelegd na de vondst van aardolie), die werd voltooid in 1957 en op dat moment de grootste ter wereld was. In de jaren 50 en 60 werd ook een grote cementfabriek in Jablonevy Ovrag gebouwd.
De bouw van de stuwdam, de waterkrachtcentrale, de stad en de cementwerken vond plaats onder leiding van de NKVD, die hier vele hervormingswerkkampen had, waaraan bijna 50.000 Goelagdwangarbeiders moesten werken. Na de voltooiing werden alle kampen weer opgebroken.
Voor de immense bouwwerken werden drie kalksteengroeves in de Zjigoeli gecreëerd. Deze zijn nog steeds in werking als dagbouw, hetgeen duidelijk te zien is in het landschap. Midden jaren 80 werd het nationaal park Boog van Samara (Samarskaja Loeka) opgericht voor de bescherming van het gebied rond de Zjigoeli; dit park omvat ook een deel van het gebied waar de steengroeves daarvoor actief waren. In augustus 2006 werden het hele gebied van de Boog van Samara, de zapovednik Zjigoeli, de groene zone bij Toljatti en omliggende gebieden door UNESCO tot biologisch reservaat uitgeroepen.

## Economie en transport
De belangrijkste bedrijven worden gevormd door energievoorziening door middel van de waterkrachtcentrale Zjigoeli (Wolga) en verder de olie-industrie, productie van bouwmaterialen (in Jablonevy Ovrag), machinebouw en de voedingsmiddelenindustrie. Ook bevinden zich er bosbouw- en houtbedrijven en een fabriek voor de productie van kunstartikelen.
De stad ligt aan de M-5, die loopt van Moskou naar Tsjeljabinsk (via Samara). De afstand tot Samara bedraagt 96 kilometer (vanaf het busstation), de afstand tot Moskou is 969 kilometer. De stad ligt ook aan de Koejbysjev-spoorlijn, die Zjigoeljovsk verbindt met Toljatti in het noorden en (onder andere) Syzran en Moskou in het westen.

## Demografie
| 1959   | 1970   | 1979   | 1989   | 2002   |
| ------ | ------ | ------ | ------ | ------ |
| 46.100 | 52.100 | 46.100 | 44.801 | 48.770 |

Bestuurlijk centrum: Samara

Kinel · Neftegorsk · Novokoejbysjevsk · Oktjabrsk · Otradny · Pochvistnevo · Syzran · Toljatti · Tsjapajevsk · Zjigoeljovsk